# National Catholic Reporter
National Catholic Reporter (NCR) ist eine US-amerikanische Zeitschrift mit einer sich selbst als römisch-katholisch verstehenden Autorenschaft. Ihr Sitz ist Kansas City, Kansas. Die Veröffentlichung hat die ISSN 0027-8939.

## Geschichte
Die Publikation wurde 1964 ursprünglich als Zeitung gegründet, erschien später wöchentlich und seit 2009 zweiwöchentlich.
In den 1960ern war es die erste katholische Zeitung in den Vereinigten Staaten, welche den Vietnamkrieg verurteilte. Im Laufe der Jahre setzte sie sich für Frauen und andere „marginalisiert in der Kirche“ ein.
Im Oktober 1968 verurteilte Bischof Charles H. Helmsing die Zeitung als Plattform für häretische Sichtweisen. Er hatte die Redaktion anfänglich unterstützt.
1972 enthüllte die Zeitschrift, dass Papst Pius XI. 1938 die als Enzyklika vorgesehene Humani generis unitas in Auftrag gegeben hatte, die nicht veröffentlicht wurde. National Catholic Reporter war von dem früheren Jesuiten Thomas Breslin informiert worden und zog für die Berichterstattung Dokumente aus dem Nachlass des Jesuiten John La Farge heran.
NCR war die erste US-amerikanische Zeitschrift, die über den sexuellen Missbrauchsskandal beim Klerus schrieb. Die Zeitschrift berichtete ab 1985 darüber und war für mindestens fünf Jahre fast die einzige Zeitschrift, die sich diesem Thema widmete. Mit ihrem Titelbericht brachen Thomas C. Fox und Jason Berry Mitte 1985 ein Tabu. Sie kamen zum Resümee die Kirchenführung wisse nicht, wie sie das Problem angehen solle und zu oft würden schuldig gewordene Pfarrer in Schutz genommen. Das Thema kam dann in jeder Wochenausgabe vor. Von Lesern wurden sie beschuldigt die katholische Kirche zerstören zu wollen. Ein Jesuiten-Priester im Direktorium verlangte, dass Fox über eine Misstrauensabstimmung entlassen werden sollte. Es schloss sich aber kein anderes Direktoriumsmitglied an und schließlich resignierte der Priester. Die Nestbeschmutzer-Rufe der betreffenden Personen hörten erst auf, als Jason Berrys Buch Lead Us Not Into Temptation (Führe uns nicht in Versuchung. Katholische Pfarrer und sexueller Missbrauch von Kindern, 1992) für den Pulitzer-Preis nominiert wurde.
NCR gewann den Preis für Allgemeine Exzellenz von der Catholic Press Association in der Kategorie der nationalen Nachrichtenveröffentlichungen jedes Jahr von 2000 bis 2007.
Zu den Autoren der Zeitschrift gehören der Vatikan-Experte John L. Allen, der Theologie-Professor Richard McBrien, der Weihbischof Thomas Gumbleton und die Benediktinerin Joan Chittister.